# Virtuelles Kupferstichkabinett
Das Virtuelle Kupferstichkabinett ist eine Online-Datenbank, die wichtige Teile der Druckgrafik sowie der Zeichnungsbestände der Herzog August Bibliothek (HAB) in Wolfenbüttel und des Herzog Anton Ulrich-Museums (HAUM) in Braunschweig digitalisiert und erschließt. Die Datenbank ist seit September 2007 online. Das Projekt wurde zunächst von der Deutschen Forschungsgemeinschaft gefördert. Die erste Projektphase wurde im Frühjahr 2011 abgeschlossen. Kooperationspartner war das Bildarchiv Foto Marburg. Von den mehr als 200.000 grafischen Blättern, die in den beiden Institutionen überliefert sind, wurden bis Ende Oktober 2011 mehr als 45.000 digitalisiert und erschlossen.
In Folgeprojekten, die von der DFG und vom Land Niedersachsen gefördert wurden, kam es zur Erschließung weiterer Teilbestände in beiden Häusern, darunter die Zeichnungen des HAUM, die Sammlung älterer Exlibris und der Chodowiecki-Sammlung der HAB. Momentan (2025) sind über 110.000 graphische Blätter im Virtuellen Kupferstichkabinett zugänglich.

## Geschichte der Sammlungen
Nachdem im Jahr 1753 Herzog Karl I. (1713–1780), ein Nachfolger des Namensgebers der Wolfenbütteler Bibliothek August II. (1579–1666), die Residenz der Fürsten von Braunschweig-Wolfenbüttel von Wolfenbüttel nach Braunschweig verlegt hatte, büßte die Herzog August Bibliothek einen großen Teil ihres Grafikbestandes ein. Karl I. entwickelte sich zu einem begeisterten Sammler von Grafiken aller Art und ließ sich zahlreiche grafische Blätter der Wolfenbütteler Bibliothek nach Braunschweig schicken.
Ende des 19. Jahrhunderts versuchte die HAB vergeblich, die an das Braunschweiger Kupferstichkabinett übergebenen Grafiken zurückzuerhalten. Diese historische Verflechtung ist der Grund dafür, dass die beiden Institutionen heute an der gemeinsamen digitalen Erschließung ihrer Sammlung arbeiten.